# ナドベザ・ペーター
ペタル・ナドヴェザ（Petar Nadoveza、1942年4月9日 - 2023年3月19日）は、クロアチア出身のサッカー選手・指導者。セレッソ大阪の登録名はナドベザ・ペーター。
現役時代は旧ユーゴスラビアやベルギーのリーグでプレーし、ユーゴスラビアリーグ得点王（1965-1966, 1970-1971）や、ユーゴスラビア代表の経験も持つ。
引退後は現役時代も所属したHNKハイドゥク・スプリトの監督を始め、クロアチア、スロベニアのチームで指揮を執る。
監督経験は20年近くに及び、その経験を買われて2004年にJリーグ・セレッソ大阪の監督として招聘された。しかし、来日前に狭心症の発作を起こし、来日は不可能と判断したクラブは契約解除を決めた。Jリーグ監督史上、実際の指揮を執らずに辞任したケースはナドヴェザのみである。
2023年3月19日、病気の為死去。81歳没。

## 選手経歴
- NKシベニク（ユーゴスラビア）1960-1963
- HNKハイドゥク・スプリト（ユーゴスラビア）1963-1973
- SCロケレン（ベルギー）1973-1975

## 代表歴
- ユーゴスラビア代表　1967-1968

## 指導経歴
- HNKハイドゥク・スプリト（ユーゴスラビア）：コーチ 1975-1980
- HNKハイドゥク・スプリト（ユーゴスラビア）：監督 1982-1984
- NKシベニク（ユーゴスラビア）：監督 1984-1985
- HNKハイドゥク・スプリト（ユーゴスラビア）：監督 1988-1989
- CAビゼルティン（チュニジア）：監督 1992
- NKオリンピア・リュブリャナ（スロベニア）：監督 1995-96
- HNKハイドゥク・スプリト（クロアチア）：監督 2000
- HNKハイドゥク・スプリト（クロアチア）：育成責任者 2002-2003
- HNKハイドゥク・スプリト（クロアチア）：監督 2004
- セレッソ大阪（日本）：監督 2004（指揮せず）

## タイトル

### 選手時代
HNKハイドゥク・スプリト
- ユーゴスラビア・プルヴァ・リーガ:1回（1970-71）
- ユーゴスラビアカップ:3回（1966-67、1971-72、1973）

### 指導者時代
HNKハイドゥク・スプリト
- プルヴァHNL:1回（2003-04）
- ユーゴスラビアカップ:1回（1983-84）
- フルヴァツキ・ノゴメトニ・クプ:1回（1999-2000）

NKオリンピア・リュブリャナ
- スロベニア・カップ:1回（1995-96）